# قدم‌شاه شهیم
دگر جنرال قدم‌شاه شهیم فرمانده نظامی ارشد در اردوی ملی افغانستان، است. او در سال ۱۹۶۲، در شهر تشکن، ولسوالی کشم، ولایت بدخشان تولد شده است. قدم شاه از سال ۲۰۱۵ الی ۲۰۱۷ فرمانده کل ستاد ارتش افغانستان بود؛ در آوریل ۲۰۱۷، به‌خاطر حمله به قول اردوی ۲۰۹ شاهین وی از سمتش استعفا داد.
شهیم از اوایل دهه ۱۹۸۰، همراه با جمعیت اسلامی علیه نیروهای شوروی جنگید. وی بعداً در طول جنگ داخلی افغانستان علیه سایر گروههای مجاهدین و سپس علیه طالبان با در نخست با فرماندهی محمد قسیم فهیم وزیر امنیت دولت اسلامی و بعد تحت امر داود داود فرمانده قوتهای مرکزی ائتلاف شمال وارد جنگ شد.  در سال ۱۹۹۴، او به‌عنوان فرمانده هنگ ۸۲ در قرغه منصوب شد و در سال ۱۹۹۷ به درجه تورن جنرال ارتقا یافت. شهیم در سال ۲۰۰۱، فرمانده تیپ ۳۷ کماندو مقرر شد و غالباً با نیروهای خارجی سروکار داشت. وی در سال ۲۰۰۷ تیپ یکم لشکر ۱۱۱ پایتخت مستقر در کابل را فرماندهی کرد. در سال ۲۰۱۱، او به عنوان فرمانده لشکر ۱۱۱ پایتخت منصوب شد. شهیم در حمله ژوئیه ۲۰۱۴ به فرودگاه کابل زخمی شد و برای درمان در بیمارستان محمد داود خان بستری شد. در ماه مه ۲۰۱۵، وی به عنوان رئیس کل ستاد ارتش ملی افغانستان منصوب شد. در ماه اوت و سپتامبر ۲۰۱۶، شهیم به منظور تقویت روابط با ارتش هند و جستجوی راه‌های جدید برای به دست آوردن تجهیزات نظامی، از هند بازدید کرد.